# Táncoslegyek
A táncoslegyek (Empididae) a rovarok (Insecta) osztályában Légyalkatúak (Brachycera) alrendjének egyik családja. Eleddig több, mint 3000 fajukat írták le. A táncoslegyek és a szúnyoglábú legyek (Dolichopodidae) legnagyobb magyarországi kutatója Wéber Mihály volt.

## Megjelenésük, felépítésük
Középnagy vagy kisebb, többnyire szürke–fekete testű legyek.
Fejük aránylag kicsiny, a hím összetett szemei a fejtetőn összeérhetnek. Szívókájuk lefelé irányul. Toruk magasra púposodik. Potrohuk hosszú, a hímeké erős fogószerkezetben végződik.
Hosszú, erős lábaik alakja változatos. A combok és esetleg a hátulsó láb első ízei is duzzadtak.

## Életmódjuk
Többségük egyértelműen ragadozó: a kisebb rovarokat erős lábukkal ragadják meg. Néhányuk a növények nedvét sem veti meg.
A táncoslegyek egyes fajainak a hímje szőni is tud: szájukból vékony, fehéres fonalat eresztenek, amivel apró rovarokat sző körül, hogy azokat nászajándékként a nőstényeknek adhassák.
Lárváik föld alatt, korhadó lombhulladékban és vén fatörzsek törmelékében élnek.

## Rendszertani felosztásuk
A családot öt alcsaládra tagolják; ezek közül kettőnek a nemzetségeit, illetve nemeit is felsoroljuk.
- Brachystomatinae
- Clinocerinae
- Empidinae
  - Empis
  - Hilara
  - Hilarempis
  - Porphyrochroa
- Hemerodromiinae
  - Chelipodini
    - Afrodromia
    - Chelipoda
    - Chelipodozus
    - Drymodromia
    - Monodromia
    - Phyllodromia
    - Ptilophyllodromia

  - Hemerodromiini
    - Chelifera
    - Cladodromia
    - Colabris
    - Doliodromia
    - Hemerodromia
    - Metachela
    - Neoplasta
- Oreogetoninae